# Amplificateur audio
Pour les articles homonymes, voir Amplificateur.
Un amplificateur audio est un amplificateur électronique conçu pour amplifier un signal électrique audio afin d'obtenir une puissance suffisante pour faire fonctionner un haut-parleur situé dans une enceinte acoustique ou un casque audio.
La source peut être un dispositif d'enregistrement (console de mixage) ou de reproduction (lecteur CD…).

## Fonctionnement

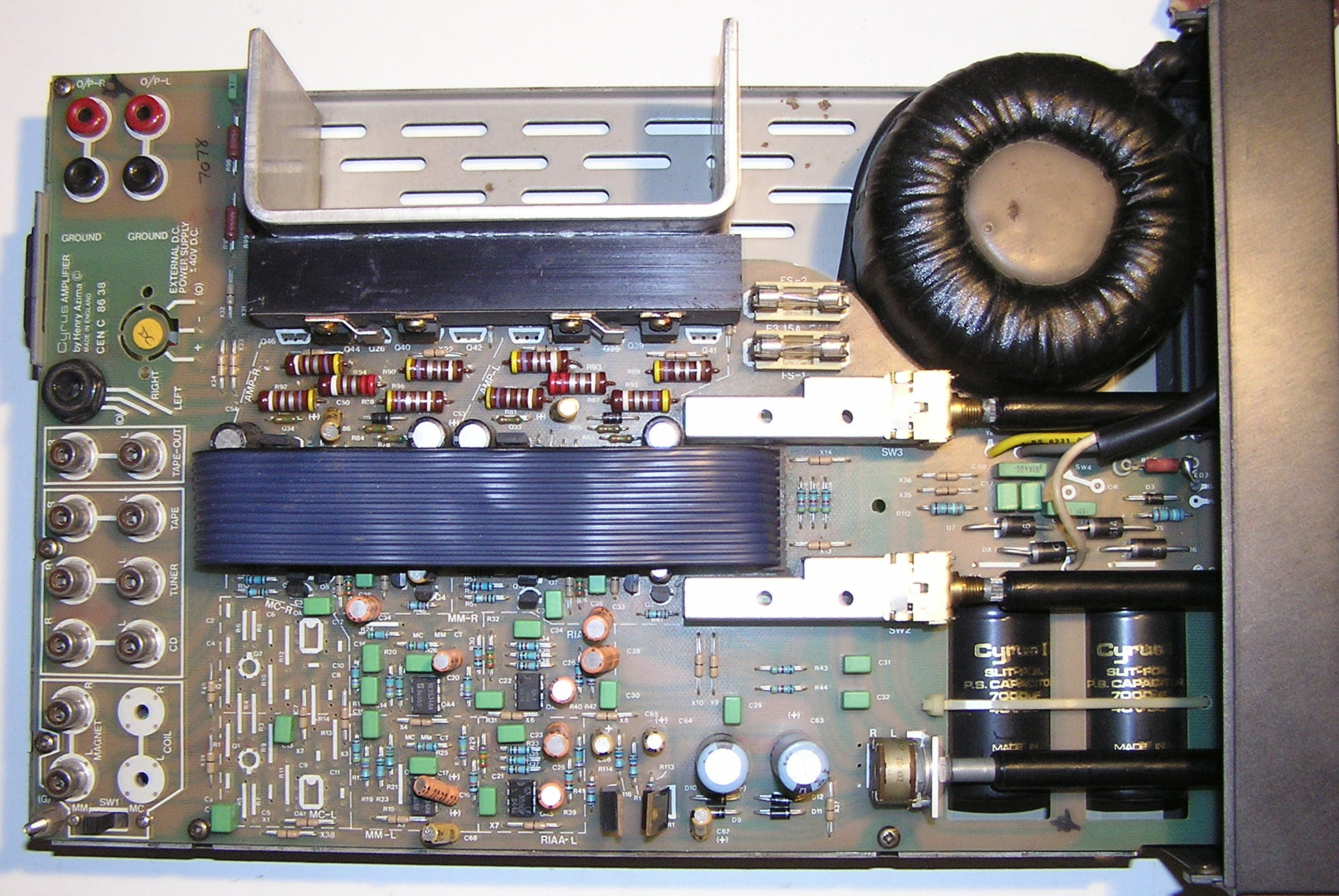
Vue de l'intérieur d'un amplificateur Hi-fi intégré.

La plupart des amplificateurs fonctionnent « à gain fixe », c’est-à-dire que le rapport d'amplification entre le signal d'entrée et le signal de sortie est constant. Le niveau du signal d'entrée doit alors être ajusté par un ou plusieurs étages préamplificateurs, afin d'éviter la saturation de l'ampli. Ces étages ont un gain réglable, ils permettent d'ajuster le niveau du signal avant son amplification, donc le volume final. On peut trouver un réglage de gain séparé pour chaque canal d'amplification. Souvent, on verra une échelle abstraite de 0 à 10 (ou de -∞ à 0 qui indique l'atténuation en décibels du signal avant son amplification).
Un amplificateur audio fonctionne toujours sur le même principe : 
- une alimentation est chargée de fournir des tensions symétriques en courant continu ;
- ces courants sont modulés à l'image de l'entrée audio, par les préamplificateurs éventuels, réalisés avec des transistors, des tubes électroniques ou des circuits intégrés. Une correction de la tonalité, un réglage de la balance et un réglage du volume peuvent être introduits dans cette section ;
- le signal préamplifié est envoyé vers un amplificateur de puissance, qui transmet le signal final aux haut-parleurs.

Attention :
- ne pas confondre le préamplificateur d'un ampli de type hifi, prévu pour traiter des signaux de l'ordre du volt, avec les préamplificateurs intégrés aux tables de mixages, prévus pour accepter les signaux délivrés par un micro (de l'ordre de quelques millivolts) ;
- le terme « ampli de puissance », souvent utilisé, est ambigu : les amplificateurs agissent bien sur la tension. Toutefois un « ampli de puissance » présente une impédance de sortie très faible si bien qu'il est en mesure de délivrer une puissance importante si nécessaire. Contrairement à un préamplificateur dont l'impédance de sortie est relativement élevée, ce qui lui interdit de délivrer une puissance appréciable.

### L’alimentation
L'alimentation d'un ampli doit permettre de fournir des tensions stables alors même que le courant varie fortement et rapidement. La valeur de cette tension dépend de la puissance maximale de l'amplificateur ainsi que l'impédance de l'enceinte (par exemple : des tensions symétriques de ±64V pour un ampli pouvant délivrer 360 W sous 4Ω). Pour obtenir ces tensions, il est possible d'utiliser un transformateur qui convertit directement la tension secteur vers les tensions souhaitées (suivi d'un redressement et d'un filtrage) ou une alimentation à découpage.
Les alimentations à découpages sont devenues moins chères que les alimentations à base de transformateur, mais elles génèrent des parasites HF qui peuvent dégrader le rendu sonore de l'amplificateur si elles sont mal filtrées, en favorisant par exemple l'introduction d'oscillations parasites inaudibles.
Au cours des années 2000, les alimentations à découpage se sont largement imposées au sein des amplificateurs de sonorisation haut de gamme car elles autorisent des puissances élevées pour un poids très faible (moins de 10 kg pour certains modèles, alors que les appareils avec alimentations traditionnelles avoisinent les 30 kg).

### Classes d'amplifications
Il existe plusieurs grands types de schémas génériques pour réaliser les étages d’amplification. On parle de « classe d’amplification », identifiées par des lettres (classe A, classe B, classe AB…).
Seules certaines classes sont utilisées couramment en audio :
- classe A : Chaque transistor (ou tube) fonctionne 100 % du temps et traite 100 % du signal. L'absence de commutation entre les alternances positives et négatives évite la distorsion harmonique associée. Le faible rendement de cette topologie la réserve à des étages de puissances modérées ;

- classe B : Le circuit classe B utilise au minimum deux transistors en « push-pull » symétrique : un composant traite l'alternance positive, l'autre l'alternance négative du signal. Le rendement est meilleur qu'en classe A. La non-linéarité du fonctionnement au passage de l'alternance positive vers l'alternance négative introduit une distorsion harmonique plus importante ;

- classe AB : fonctionne comme un Classe A à faible puissance (augmentation du temps de conduction des transistors) et bascule sur le fonctionnement de Classe B à des puissances plus élevées. Cela permet une absence de distorsion lorsque le signal est faible. Lorsque le signal est important la distorsion est présente mais masquée par l’amplitude du signal, en conservant l’avantage du rendement. C’est une classe très courante en hi-fi et en sonorisation ;

- classe D : utilisé surtout lorsque les éléments actifs de puissance fonctionnent en régime bloqué ou saturé, son principe de fonctionnement est différent : les composants actifs de puissance génèrent un signal rectangulaire de fréquence élevée par rapport au signal d’entrée et dont le rapport cyclique est proportionnel au signal à amplifier (modulation de largeur d'impulsion). L'ampli classe D fonctionne comme un hacheur, en tout ou rien. La valeur de sortie possède donc soit la valeur maximum, soit 0V. La puissance moyenne représente le signal audio. Il suffit de mettre un filtre passif passe-bas pour enlever les hautes fréquences. Le problème est que la commutation, pour être inaudible, doit se faire au-dessus de 20 kHz. Certains constructeurs ont développé des adaptations propriétaires dérivées de la classe D, notamment la classe T de la société Tripath ou la classe TD de Lab. Gruppen…

L’efficacité de la classe D est supérieure à la classe A, B, et AB. C’est un candidat idéal pour les applications nomades ou de fortes puissances, par exemple les autoradios ou la sonorisation.
Notons enfin deux appellations qui ne concernent pas directement les étages d’amplification mais leur alimentation :
- classe G : c'est une variante de l'ampli de classe A. Il y a 2 alimentations fournissant deux tensions, une faible et une plus élevée. Si le signal est faible, la première tension est utilisée et la consommation énergétique reste modérée (mais la puissance maximale est également modérée). Lorsque le signal est fort, la seconde alimentation est utilisée et évite que l'ampli ne sature ;

- classe H : cette classe décrit l'alimentation de l'ampli qui est à découpage et est donc associée à une autre classe (souvent A, AB ou D).

## Les branchements

### En entrée
Si certaines marques utilisent des connexions de type propriétaire pour le transport du signal entre leurs différents éléments, on retrouve habituellement des entrées, symétriques ou asymétriques, des types suivant :
| Connecteur            | Avantage | Inconvénient |
| --------------------- | --- | --- |
| Jack 6.35             | - Simplicité de la connexion | - Peut être retiré trop facilement - Crée un court-circuit temporaire lors de la connexion - Résistance mécanique médiocre, en particulier en entrée de gamme |
| XLR femelle           | - Simplicité de la connexion - Loquet de sécurité pour éviter un débranchement intempestif - Pas de court-circuit à la connexion - Robuste | - Généralement proposé sur le matériel pro et/ou haut de gamme uniquement - Encombrant                                                                        |
| RCA cinch asymétrique | - Très courant sur le matériel grand public - Standardisé                                                                                  | - Nécessite des câbles de qualité (moins tolérant que les liaisons symétriques) - Aucune sécurisation contre l'arrachement - Résistance mécanique mauvaise    |

### En sortie
Les sorties, asymétriques, sont de plusieurs types :
| connecteur      | avantages | inconvénients |
| --------------- | --- | --- |
| Jack 6.35       | - simplicité de la connexion - Connectique très standard | - permet le branchement par erreur d'un câble micro ou ligne - Peut être retiré trop facilement - Crée un court-circuit temporaire lors de la connexion - Résistance électrique élevée provoquant des pertes en haute puissance |
| XLR mâle        | - Simplicité de la connexion - Loquet de sécurité pour éviter un débranchement intempestif - pas de court-circuit à la connexion - Robuste | - Permet le branchement par erreur d'un câble micro |
| Bornier         | - Évite les erreurs avec les câbles micro - Généralement, système de fixation à vis pour éviter un débranchement intempestif - Peu coûteux et excellente continuité électrique - Longueur des câbles facilement ajustable en dénudant les fils - certains borniers acceptent aussi les fiches bananes | - Branchement complexe et long - Câble dénudé s'usant rapidement - Pas de sécurité au niveau du branchement (si les brins des fils se touchent)                                                                                 |
| Speakon femelle | - simplicité de la connexion - loquet de sécurité + 1/4 de tour pour éviter un débranchement intempestif - pas de court-circuit à la connexion - très robuste - peut recevoir jusqu'à 8 fils (utile pour la multi-amplification)                                                                      | - connecteur récent - Pas de normes pour les raccordements (1+/1- et 2+/2-) - Prix plus élevé que les autres connecteurs |

La recherche d’une meilleure qualité du signal transporté, l’arrivée du digital et le home-cinéma ont fait apparaître un grand nombre de type de connexions différentes dans les amplificateurs audio grand public. Tel que : optique, HDMI, coaxial et RJ45.

## Modesbridge, parallèle, etc.
Certains amplificateurs stéréophoniques peuvent être basculés dans un mode monophonique. C'est très courant en sonorisation.
Le mode bridge inverse la phase à l'entrée de l'un des deux canaux. L’enceinte doit être connectée entre les deux points chauds. Ce mode double la tension en sortie pour une même tension en entrée (gain accru de 6 dB) et augmente la puissance disponible. Chaque canal voit une impédance de charge diminuée d'un facteur deux.
Le mode parallèle : les deux étages d'amplification sont mis en parallèle en entrée comme en sortie. Le gain reste identique mais chaque étage ne fourni plus que la moitié du courant et voit donc le double de l'impédance.
Le mode parallèle désigne parfois un mode pseudo stéréophonique ou seules les entrées des deux canaux sont mises en parallèle. Deux enceintes distinctes sont branchées sur les sorties qui restent indépendantes. Cela revient à envoyer le même signal aux deux canaux mais évite le besoin d'un câble en Y. 
Si la dénomination bridge est universelle, les modes parallèles sont présents sur peu d'appareils, ne désignent pas tous le même mode de fonctionnement et portent différents noms (ex. : tandem mono).

## Les applications

### Hi-fi, home-cinema

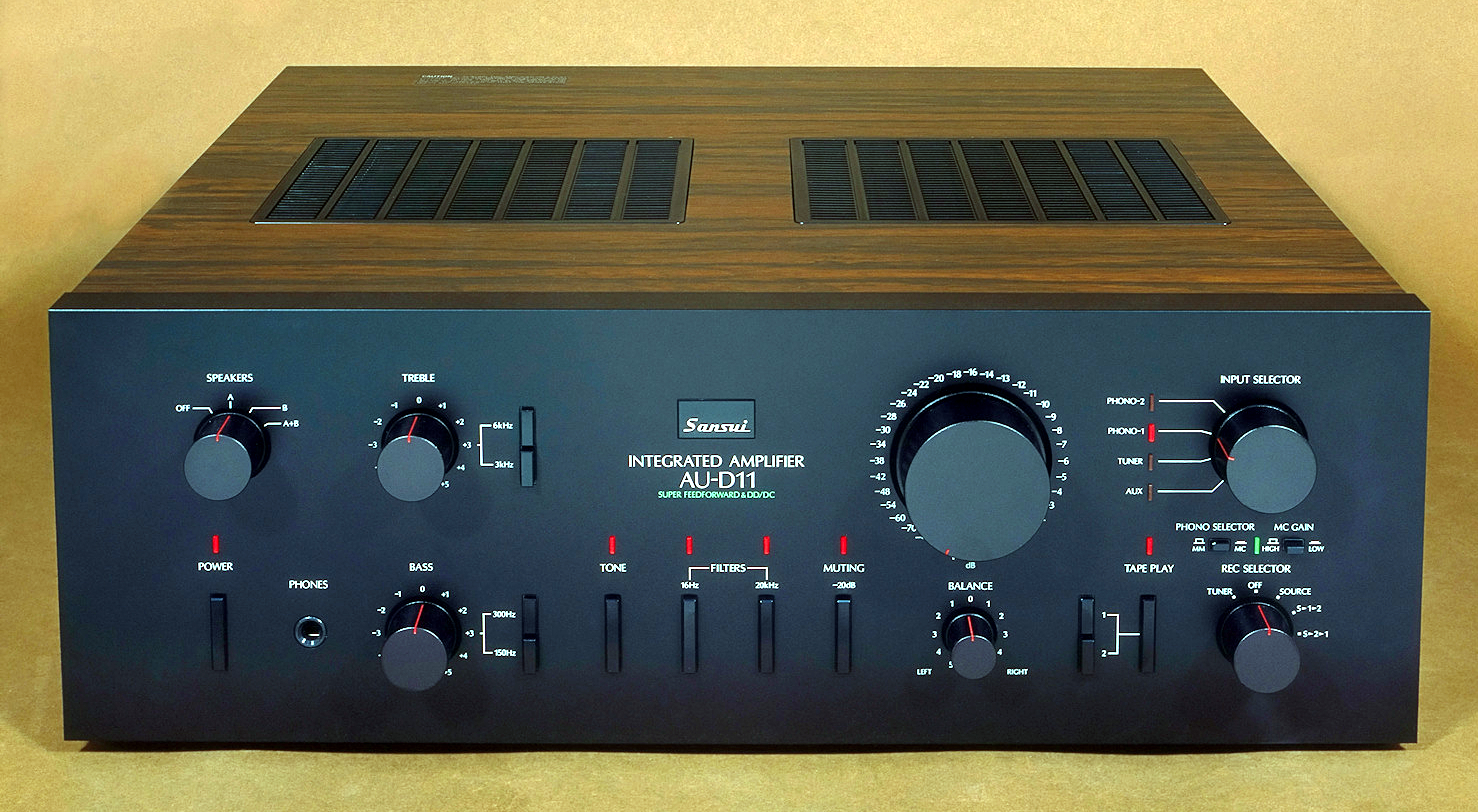
Amplificateur haute fidélité intégré Sansui.

Les amplis hi-fi sont destinés à l’usage domestique. La puissance maximale se situe entre quelques dizaines et quelques centaines de watts, la majorité offrant une puissance inférieure à 100 W par canal.
Le type le plus courant est dit « ampli-préampli intégré ». Il regroupe en un seul appareil deux fonctions :
- l'amplification de puissance, qui réalise l’amplification du signal proprement dite ;
- le préamplificateur qui comporte généralement un réglage de volume, un sélecteur de source, des corrections d’égalisation basique, un équilibrage gauche/droite (balance) et éventuellement un préamplificateur phono.

On trouve également sur le marché des appareils séparés destinés à chaque fonction.
Les amplificateurs « home-cinéma » ont un nombre de canaux plus important (généralement de 5 à 7) et une section préamplification plus élaborée. Elle intègre le plus souvent un décodeur (Dolby et DTS) et peut gérer les sources vidéo parallèlement à la gestion des sources sonores.

### Monitoring
Les amplificateurs destinés au « monitoring » sont utilisés en studio pour les enceintes de contrôle (monitor en anglais) du mixage. Leur puissance est de l’ordre de quelques dizaines de watts. Ils se distinguent des amplificateurs hi-fi par :
- une section de préamplification réduite au réglage de volume (souvent dénommé gain, bien que le gain de l’étage d’amplification reste fixe) ;
- un format rack 19 pouces ;
- des entrées symétriques au format XLR ou jack 6.35.

Le refroidissement est généralement passif (par convection) pour éviter tout bruit.

### Sonorisation

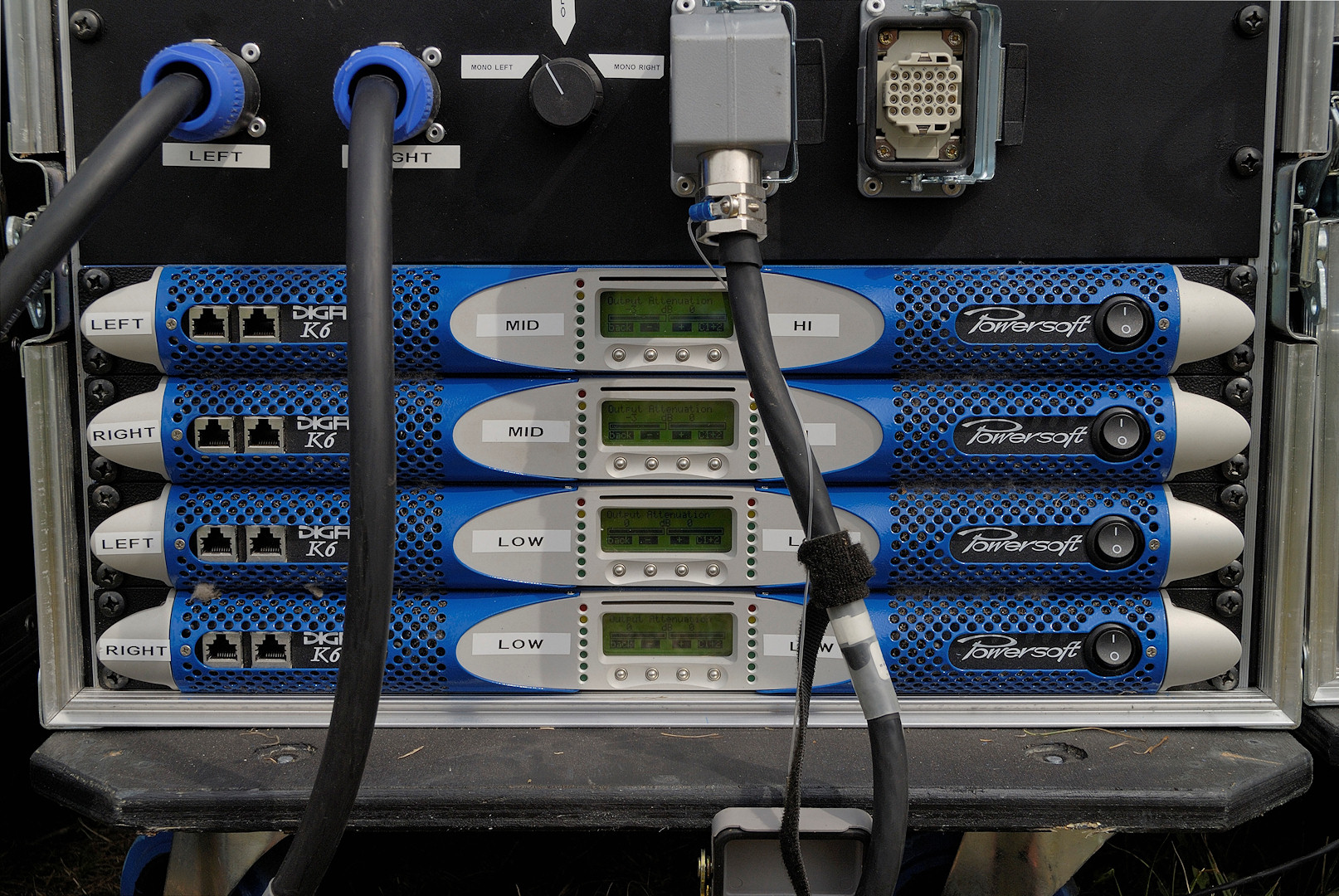
Rack d'amplificateurs numériques de sonorisation.

Les amplificateurs de sonorisation proposent des puissances très élevées, de l’ordre de plusieurs centaines voire plusieurs milliers de watts. Les amplificateurs basiques ont une section de préamplification réduite au réglage de volume. Les modèles évolués peuvent intégrer un système de traitement numérique du signal qui autorise des corrections d’égalisation, le filtrage, la limitation de la tension de sortie, etc.
Les amplificateurs de sonorisation proposent généralement deux ou quatre canaux. Ces derniers sont utiles par exemple pour gérer des circuits de retours pour les musiciens, proposer différents niveaux de reproduction dans des cas de diffusion « multizone », permettre la bi-amplification, etc.
Bien que les amplificateurs de sonorisation puissent être utilisés en hi-fi, le format des entrées (XLR ou Jack) mais surtout le bruit généré par la ventilation forcée est souvent problématique.

### Casque
Les amplificateurs pour casques délivrent des puissances faibles, de l’ordre de 100 mW. Peu utilisés en hi-fi (la plupart des amplificateurs intégrés proposent une sortie casque), on les trouve couramment en studio d’enregistrement, de radio… L’utilisation de casques bien isolés permet d’avoir un retour qui ne perturbe pas la prise de son.